# Balac (rege)
Balac a fost rege al Moabului în jurul anului 1200 î.Hr.. În conformitate cu cartea Numeri 22:2 și Cartea lui Iosua 24:9, Țipor a fost tatăl lui Balac.
Apocalipsa 2:12 - 2:14 spune: Îngerului Bisericii din Pergam scrie-i: „Iată ce zice Cel ce are sabia ascuțită cu două tăișuri:„Știu unde locuiești: acolo unde este scaunul de domnie al Satanei. Tu ții Numele Meu și n-ai lepădat credința Mea nici chiar în zilele acelea când Antipa, martorul Meu credincios, a fost ucis la voi, acolo unde locuiește Satana. Dar am ceva împotriva ta. Tu ai acolo niște oameni care țin de învățătura lui Balaam, care a învățat pe Balac să pună o piatră de poticnire înaintea copiilor lui Israel, ca să mănânce din lucrurile jertfite idolilor și să se dedea la curvie.